# Идентификация женщины
«Идентификация женщины» (итал. Identificazione di una donna) — кинофильм режиссёра Микеланджело Антониони, снятый в 1982 году.

## Сюжет
Кинорежиссёр Никколо ищет героиню своего будущего фильма и вместе с тем свою настоящую любовь. Он знакомится с Мави, пациенткой своей сестры, и заводит с ней роман. Вскоре он начинает получать анонимные сообщения с требованием, чтобы он оставил её. Вдруг Мави исчезает, и он нигде не может её отыскать.

## В ролях
- Томас Милиан — Николло Фаррана
- Даниэла Сильверио — Мави
- Кристин Буассон — Ида
- Лара Вендель — девушка в бассейне
- Вероника Лазар — Карла
- Энрика Фико (Антониони) — Надя
- Сандра Монтелеони — сестра Мави
- Марсель Боццуффи — Марио
- Алессандро Русполи  — отец Мави

## Награды и номинации

### Награды
- 1982 — Каннский кинофестиваль
  - Юбилейный приз в честь 35-й годовщины — Микеланджело Антониони

### Номинации
- 1982 — Каннский кинофестиваль
  - «Золотая пальмовая ветвь» — Микеланджело Антониони